# Moscheea lui Lala Mustafa Pașa
Moscheea lui Lala Mustafa Pașa este o moschee din orașul Famagusta din estul Ciprului. Este cea mai mare clădire medievală din acest oraș, fiind inițial o catedrală romano-catolică, devenită apoi moschee în timpul dominației otomane.

## Istoric
Începând cu anul 1192 la conducerea Ciprului a ajuns dinastia franceză Lusignan care a adus ultimele inovații în materie de arhitectură, inclusiv celebrul stil gotic. În anul 1298, în vremea domniei lui Henric al II-lea (1285-1324), a început construcția unei catedrale gotice în orașul Famagusta. Catedrala a avut drept model catedralele franceze, mai ales Catedrala din Reims, fiind finalizată și sfințită primind hramul Sfântului Nicolae în anul 1328. Regii din dinastia Lusignan erau în același timp și regi ai Ierusalimului. Membrii dinastiei erau încoronați ca regi ai Ciprului în Catedrala Sfânta Sofia din Nicosia, iar apoi în Catedrala Sfântul Nicolae din Famagusta erau încoronați ca regi ai Ierusalimului.
Turnurile catedralei au fost avariate de către cutremure, iar apoi de către bombardamentele otomane din anul 1571. În același an, după înfrângerea aliaților venețieni, Ciprul a fost cucerit de către otomani iar catedrala a devenit moschee, cunoscută de către turci sub numele de Moscheea Ayasofia din Mağusa. Structura gotică a edificiului s-a păstrat, dar a suferit câteva mici modificări. În partea fostului turn nordic ce adăpostea cândva clopotnița a fost construit un minaret. Statuile de pe fațadă și din interior, precum și frescele, crucile și vitraliile au fost distruse. De asemenea altarul și mobilierul a fost înlăturat.
În anul 1954 moscheea a fost redenumită în onoarea lui Lala Mustafa Pașa, comandantului otoman care a cucerit Ciprul în timpul bătăliilor dintre 1570-1571. În prezent moscheea este o importantă atracție turistică a orașului.

## Galerie de imagini

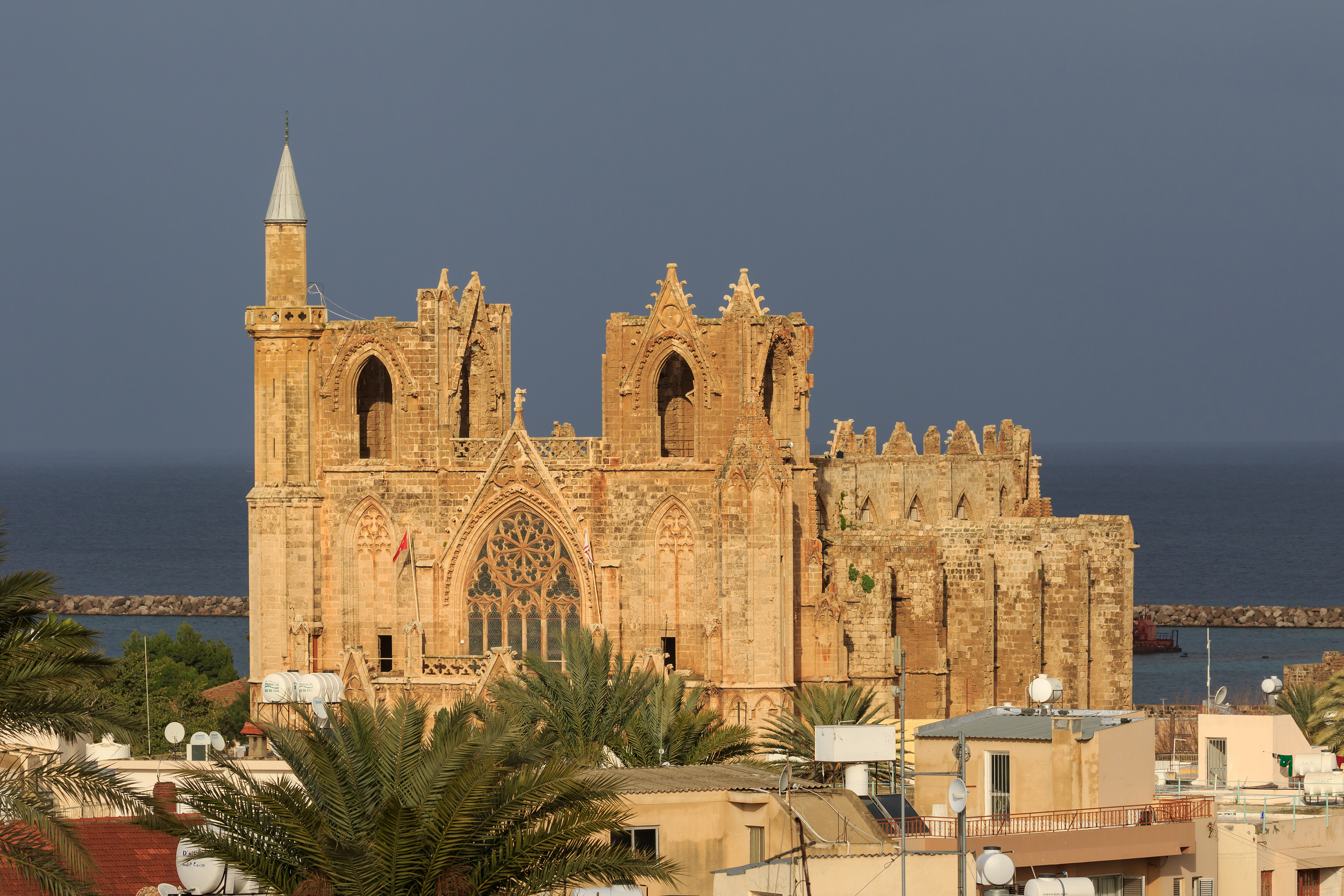
Vedere de ansamblu
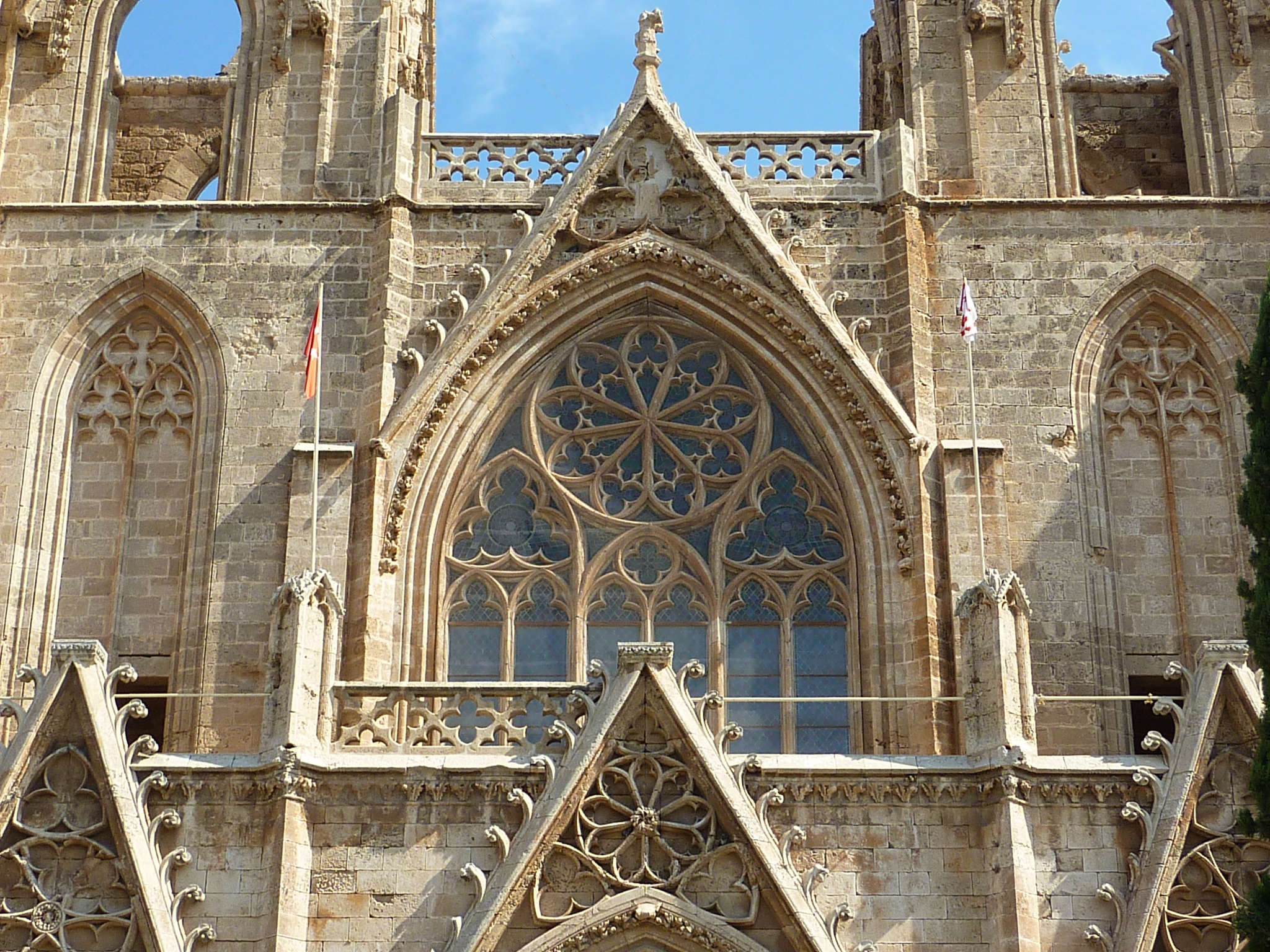
Fațada
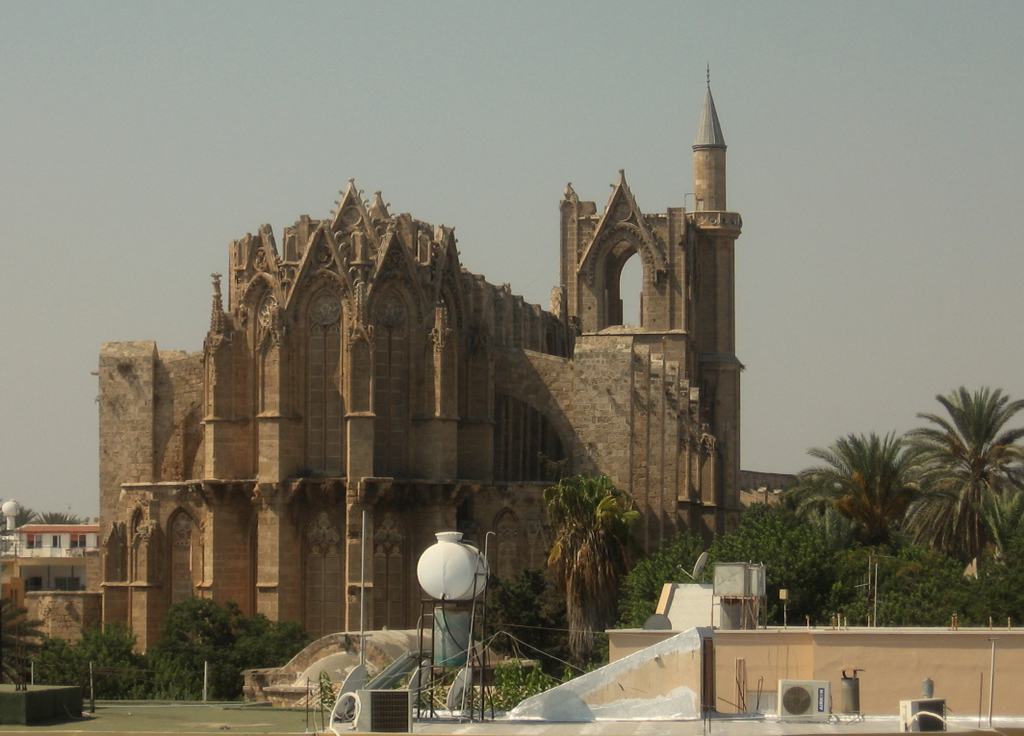
Absida
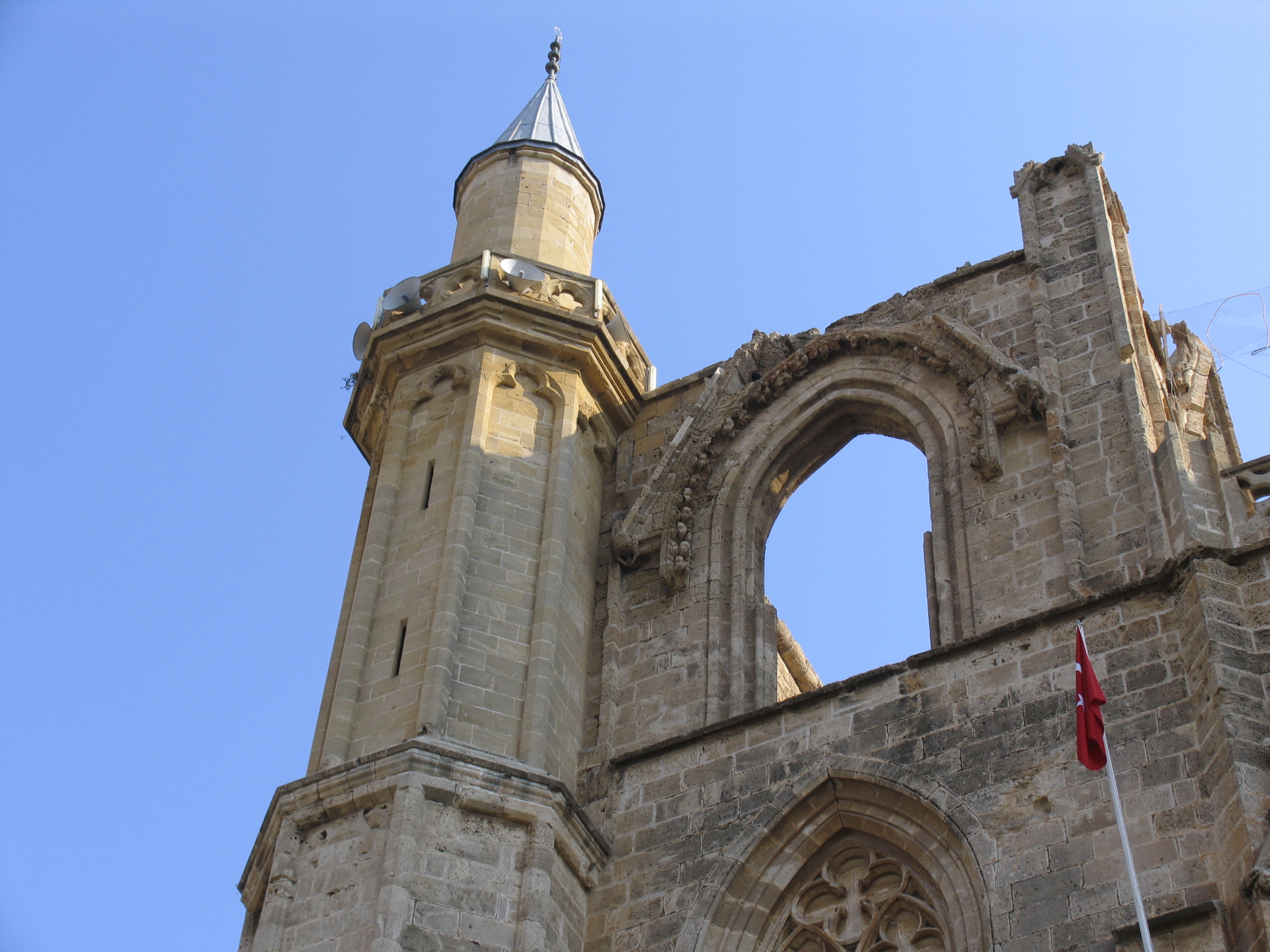
Minaretul
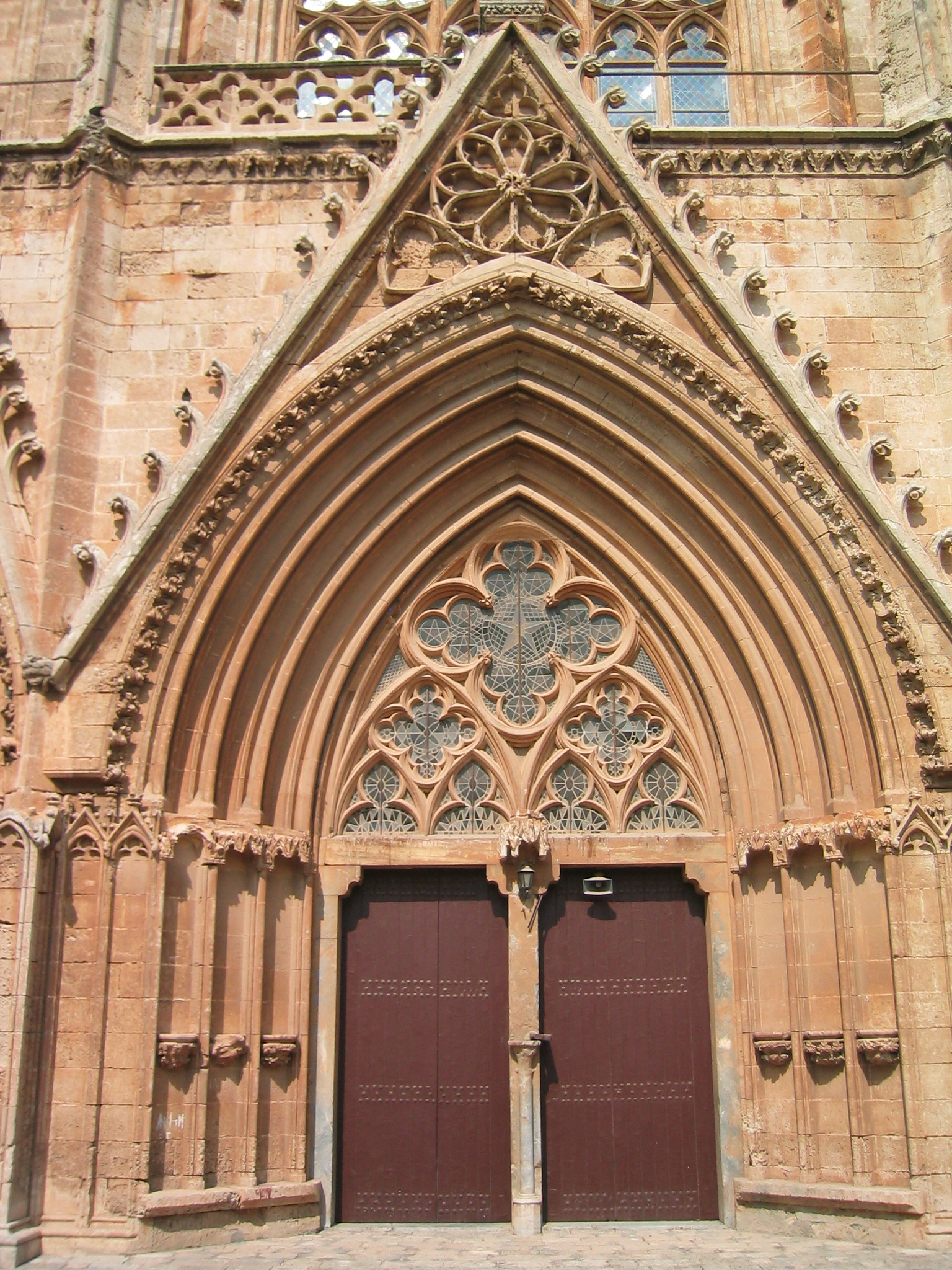
Portalul de la intrare
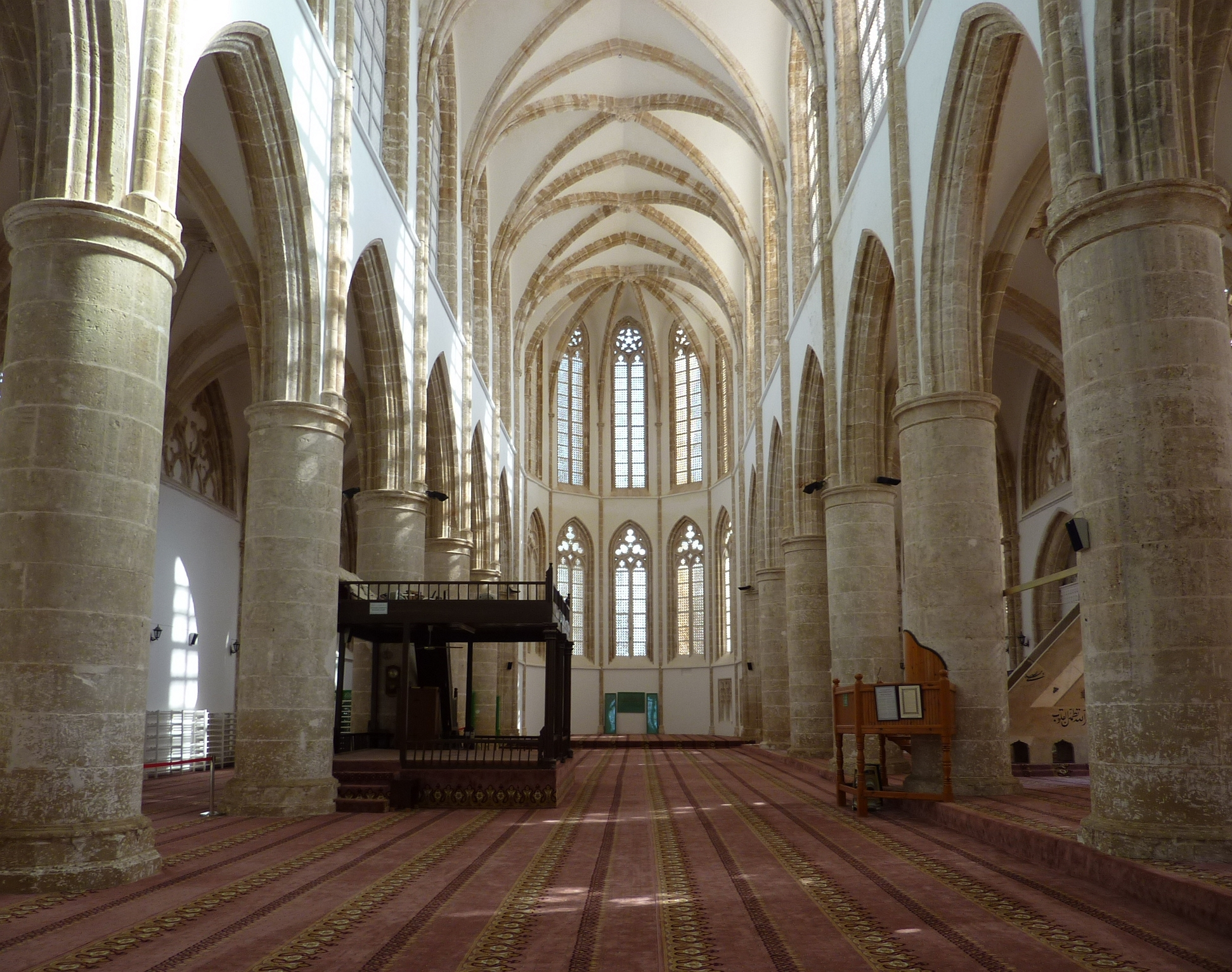
Interior
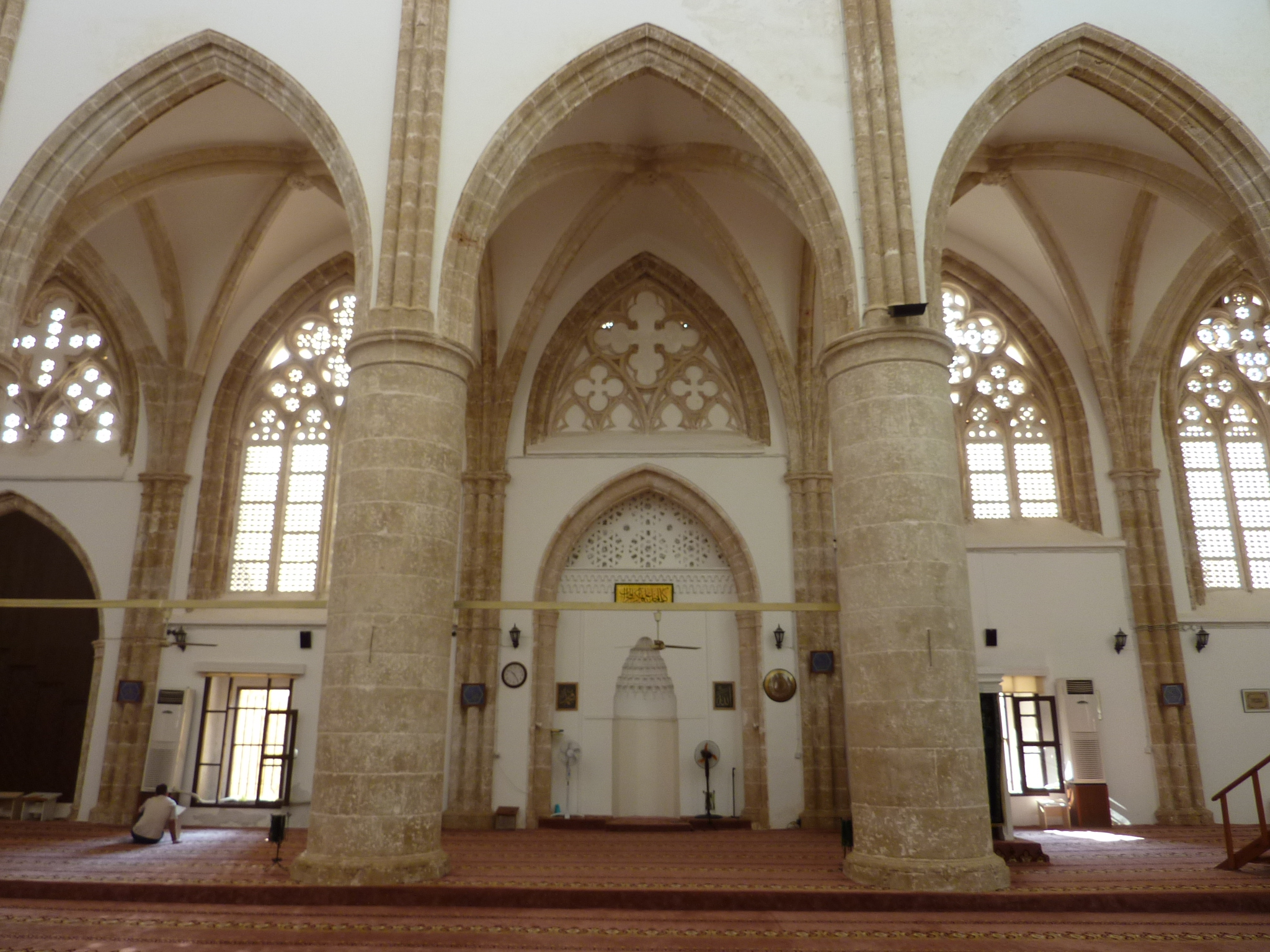
Mihrabul